# فرودگاه واسکو
فرودگاه واسکو  (به انگلیسی: Wasco Airport) (به زبان بومی: Wasco-Kern County Airport) یک فرودگاه همگانی   است که یک باند فرود آسفالت دارد و طول باند آن ۱۰۳۰ متر است. این فرودگاه در  کشور ایالات متحده آمریکا قرار دارد و در ارتفاع ۹۵٫۴ متری از سطح دریا واقع شده است.